# Isostenosmylus fusciceps
Isostenosmylus fusciceps är en insektsart som beskrevs av Douglas E. Kimmins 1940. Isostenosmylus fusciceps ingår i släktet Isostenosmylus och familjen vattenrovsländor. Inga underarter finns listade i Catalogue of Life.